# Hombres de acero
Hombres de acero, cuyo título original en inglés es Men of War, es una película de 1994 dirigida por Perry Lang y protagonizada por el actor sueco Dolph Lundgren.

## Sinopsis
Nick Gunnar es un exmercenario con problemas para adaptarse a la vida civil. Sin empleo y sin un futuro claro decide aceptar la oferta de una Corporación llamada "Nitro Mine", quienes le asignan la misión de obligar a un pequeño pueblo de nativos que habitan en una isla situada en el sur del Mar de la China a que renuncien a sus derechos sobre la isla y trasladarse a otro lugar. De ese modo la Corporación podrá explotar sus valiosos recursos minerales.
Gunnar reclutará de nuevo a sus antiguos camaradas de armas para cumplir su objetivo, pero una vez allí los nativos y la propia naturaleza salvaje de la Isla empezarán a seducir a Gunnar, quién deberá decidir entre su deber y sus sentimientos hacia los nativos.

## Reparto
- Dolph Lundgren: Nick Gunnar
- Charlotte Lewis: Loki
- BD Wong: Po
- Trevor Goddard: Keefer
- Tim Guinee: Ocker
- Donald Patrick Harvey: Nolan
- Tom Lister, Jr. («Tiny 'Zeus' Lister»): Blades
- Tom Wright: Jamaal
- Catherine Bell: Grace Lashield
- Aldo Sambrell: Goldmouth

## Críticas
Recibió críticas mixtas. Es considerada como una de las mejores películas de Dolph Lundgren.

## Curiosidades
Cuando Gunar (Dolph Lundgren) dispara el rifle sin retroceso en el campo enemigo, dice: "Spring, jävlar era!" que en sueco significa: "¡Corran, hijos de puta!". Esta exclamación se ha convertido en una frase clásica de culto en Suecia.
A menudo su argumento es comparado con el de Avatar, de James Cameron.[cita requerida]
Fue coproducida entre Estados Unidos y España.[cita requerida]
- Datos: Q122623